# ファミリー・アフェアー (メアリー・J. ブライジの曲)
「ファミリー・アフェアー」（Family Affair）はメアリー・J. ブライジのシングル。5thアルバム『ノー・モア・ドラマ』(No More Drama)からの先行シングルとして2001年6月に発売された。
楽曲制作は、メアリー・J. ブライジの他、ブルース・ミラー（メアリーの実弟）、ドクター・ドレー、カメラ・カンボン、マイク・エリゾンドが行ない、プロデュースも ドクター・ドレーが担当している。
耳に残るヘヴィーなビートとマイナー調のメロディーが心地よく繰り返され、ドクター・ドレー独特のサウンドがメアリーの声質とボーカル・ワークを最大限に活かした楽曲となっている。「ファミリー・アフェアー」はR&Bチャートだけでなく、メアリーのシングルで初の全米チャート1位（6週連続）を記録し、自身チャート最高位のヒットとなった。第44回グラミー賞でも「最優秀女性R&Bボーカル・パフォーマンス賞」にノミネートされるなど、メアリー・J. ブライジの代表曲の一つとなっている。

## チャート記録

### 週間
| チャート(2001-2002)                                                                   | 最高位 |
| ------------------------------------------------------------------------------------- | ------ |
| アメリカ「ホット100・シングルチャート」(Billboard Hot 100)                            | 1      |
| アメリカ「ホットR&B/ヒップホップ・シングルチャート」(Billboard Hot R&B/Hip-Hop Songs) | 1      |
| アメリカ「リズミック・チャート」(Rhythmic (chart))                                    | 1      |
| アメリカ「メインストリーム・トップ40」(Mainstream Top 40)                             | 1      |
| イギリス「全英シングルチャート」(UK Singles Chart)                                    | 8      |
| イギリス「R&Bシングルチャート」(UK R&B Singles and Albums Charts)                     | 2      |
| イギリス「ダンス・チャート」(UK Dance Singles and Albums Charts)                      | 7      |
| フランス「SNEP・シングルチャート」(Syndicat National de l'Édition Phonographique)     | 1      |

### 年間
| チャート(2002)                                        | 位 |
| ----------------------------------------------------- | -- |
| アメリカ「年間ビルボードチャート」(Billboard Hot 100) | 17 |

## オールタイム・ランキング
| 出版媒体（国）                      | ランキング名称                                                            | 位 | 発表年度 |
| ----------------------------------- | ------------------------------------------------------------------------- | -- | -------- |
| ビルボード200（米） (Billboard 200) | ホット100・60周年記念オールタイム（1958–2018） (Hot 100 60th Anniversary) | 99 | 2018     |

## リミックス・バージョン
- スパニッシュ・フライ　リミックス (Spanish Fly Remix) - リミックス・アルバム『ダンス・フォー・ミー』(Dance for Me)に収録。
  - スパニッシュ・フライ(Spanish Fly)は、デンマークのミキサーである[5][注釈 2]。
- フィーチャリング・ファボラス&ジェイダキス リミックス (featuring Fabolous & Jadakiss Remix)

## 受賞・ノミネート
- 第44回グラミー賞 (44th Annual Grammy Awards)
  - 最優秀女性R&Bボーカル・パフォーマンス賞 (Best Female R&B Vocal Performance)ノミネート

- 2002年MTV ビデオ・ミュージック・アワード (2002 MTV Video Music Awards)
  - 最優秀振付け賞 (Best Choreography)ノミネート

- 2003年米国作曲家作詞家出版者協会賞 (ASCAP)
  - 最優秀パフォーマンス・楽曲賞 (Most Performed Songs)受賞

## カバー
- スター（英語版）のシーズン3(Season 3)のキャスト - 2019年

## 他の楽曲へのサンプリング
- トラジェディ（英語版）の「ヘイ・オー」(Hey Oh) - 2003年
- サラ・コナーの「バウンス」(Bounce) - 2003年
- L.E.J（英語版）の「ヒップホップ・マッシュアップ」(HIP-HOP MASHUP) - 2015年
- Xanman（英語版）の「Xan on 3」(Xan on 3) - 2019年